# 5th Cell

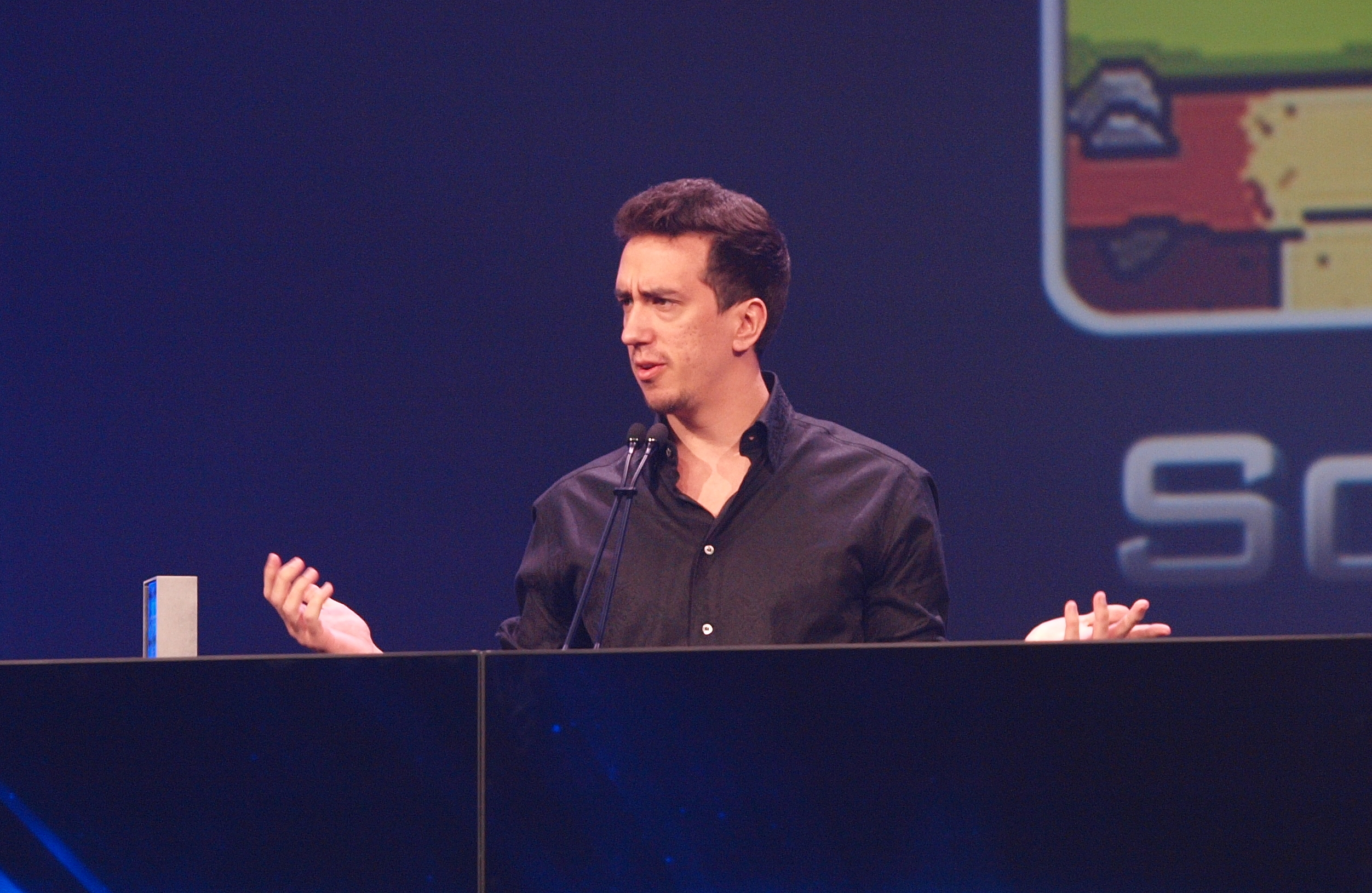
Jeremiah Slaczka auf der Game Developers Conference 2010

5th Cell ist ein unabhängig geführtes, US-amerikanisches Spieleentwicklungsunternehmen in Bellevue (Washington). Das als 5th Cell Media LLC. von Joseph M. Tringali, Jeremiah Slaczka und Brett Caird gegründete Unternehmen entwickelt Videospiele für den Nintendo DS und Wii.

## Geschichte
Gegründet im Jahre 2003 begann die Firma mit der Entwicklung mobiler Spiele und arbeitete mit Publishern wie THQ Wireless, JAMDAT Mobile (jetzt EA Mobile) und UIEvolution (eine ehemalige Tochtergesellschaft von Square Enix) zusammen. Am 2. August 2004 kündigte THQ Wireless an, dass 5th Cell die drei Handy-Spiele Siege, SEAL Team 6 und schließlich Mini Poccha veröffentlichen wird.
Im Jahr 2006 begann der Übergang in die Nintendo-DS- und Casual-Spiele-Entwicklung. Während 5th Cell früher mit Lizenzen arbeitete, hat es nun seinen Kern auf die Entwicklung innovativer Videospiele verschoben. Am 21. April 2006 gab 5th Cell bekannt, dass sie als erstes Nintendo-DS-Spiel Drawn to Life herausbringen werde. Das Spiel erschien im September 2007 und wurde von THQ herausgegeben. Im September 2008 erschien ihr zweites DS-Spiel, das Echtzeit-Strategiespiel Lock's Quest.
Am 5. Dezember 2008 kündigte 5th Cell ihr nächstes Nintendo-DS-Spiel mit dem Titel Scribblenauts an. Am 1. Mai 2009 kündigte Warner Bros. Interactive Entertainment an, dass sie der Publisher von Scribblenauts sein werden. Am 15. September 2009 ist das Spiel in Nordamerika erschienen, die australische Version wurde am 30. September, die europäische am 9. Oktober veröffentlicht. Nach Angaben der NPD Group verkaufte 5th Cell im Releasemonat 194.000 Einheiten von Scribblenauts in den Vereinigten Staaten. In den folgenden Jahren erschienen mit Super Scribblenauts, Scribblenauts Unlimited und Scribblenauts Unmasked einige Nachfolger zum Spiel.
2015 versuchte 5th Cell, über die Crowdfunding-Website fig.co die Entwicklung ihres neuen Projektes Anchors in the Drift zu finanzieren. Das auf dem Free-to-play-Konzept basierende Action-Rollenspiel erreichte jedoch nicht das Finanzierungsziel von 500.000 US-Dollar und kam daher nicht zustande.
Im Anschluss begann 5th Cell, einen Scribblenauts-Ableger namens Scribblenauts: Fighting Words für iOS zu entwickeln. Am 24. März 2016 wurde bekannt, dass das Spiel vom Publisher Warner Bros. Interactive Entertainment eingestellt wurde. 5th Cell musste daraufhin 45 Mitarbeiter entlassen und den Betrieb weitgehend einstellen. Creative Director Jeremiah Slaczka betonte jedoch in einer Stellungnahme, dass das Entwicklerstudio weiterhin existiere.

## Eigene Titel
- 2003 | SEAL Team 6 (Mobile) - Published von THQ Wireless
- 2003 | Siege (Mobile) - Published von THQ Wireless
- 2003 | Mini Poccha (Mobile) - Published von THQ Wireless
- 2006 | D.N.A. (PC) - Published von Merscom
- 2007 | Drawn to Life (DS) - Published von THQ
- 2008 | Lock's Quest (DS) - Published von THQ
- 2009 | Drawn to Life: The Next Chapter (DS) - Published von THQ
- 2009 | Scribblenauts (DS) - Published von Warner Bros. Interactive Entertainment
- 2010 | Super Scribblenauts (DS) - Published von Warner Bros. Interactive Entertainment
- 2012 | Run Roo Run (iPhone, iPad) - Published von 5th Cell
- 2012 | Scribblenauts Unlimited (PC, Wii U)
- 2012 | Hybrid (Xbox Live Arcade)
- 2013 | Scribblenauts Unmasked (PC, Wii U)

## Lizenzierte Titel
- 2004 | Lemony Snicket's A Series of Unfortunate Events (Mobile) - Published von EA Mobile
- 2005 | Darts Pro! (Mobile) - Published von THQ Wireless
- 2005 | Ministry of Sound: Club Manager (Mobile) - Published von THQ Wireless
- 2006 | Pat Sajak's Lucky Letters (Mobile) - Developed für UIEvolution
- 2006 | MotoGP Manager (Mobile) - Published von THQ Wireless
- 2006 | Full Spectrum Warrior: Mobile (Mobile) - Published von THQ Wireless